# Градобоев, Александр Николаевич

## Биография
1950 Родился в Омске
1973 Закончил МИФИ. Москва. Россия
Живет и работает в Москве.

## Персональные выставки
2000 "Культурный слой". Галерея "Новая Коллекция". Москва. Россия
2001 "Синяя Комната". Галерея "Новая Коллекция". Москва. Россия

## Групповые выставки
1986 "Осенняя выставка фотографии". Малая Грузинская. Москва. Россия
1997 "Мир чувственных вещей в картинках". Галерея М'АРС в помещении ГМИИ им. А.С. Пушкина. Москва. Россия
1998 "Графический кабинет". Галерея "Новая Коллекция". Москва. Россия
1998 "Фотоэстафета-2". Галерея А3. Москва. Россия
1998 Галерея М'АРС в рамках выставки "Арт-Манеж". Манеж. Москва. Россия
1999 Проект "Соответствия". Галерея "Новая Коллекция". Москва. Россия
1999 "San-Francisco International Art Exposition". Стенд Крокин галереи. Сан-Франциско. США
2000 "Art-Brussels". Стенд Крокин галереи. Брюссель. Бельгия
2000 "San-Francisco International Art Exposition". Стенд Крокин галереи. Сан-Франциско. США
2000 "Art-Paris". Стенд Крокин галереи. Париж. Франция
2001 "Art-Paris". Стенд Крокин галереи. Париж. Франция
2002 "ARCO". Стенд Крокин галереи. Мадрид. Испания
2002 "Арт-Москва". Стенд Крокин галереи. ЦДХ. Россия
2002 "Art-Chicago". Стенд Крокин галереи. Чикаго. США
2003 "SFIAE". Стенд Крокин галереи. Сан-Франциско. США
2007 «Барокко». Крокин галерея совместно с Московским музеем современного искусства.
2010-2011 «Скорлупа» (совместно с С. и Т. Костриковыми). Крокин галерея. Москва